# Bahnstrecke Argentan–Granville
| Argentan–Granville       | Argentan–Granville   |
| ------------------------ | -------------------- |
| Streckenkarte            |                      |
| Streckennummer (SNCF):   | 405 000              |
| Streckenlänge:           | 131 km               |
| Spurweite:               | 1435 mm (Normalspur) |
| Maximale Neigung:        | 10 ‰                 |
| Streckengeschwindigkeit: | 160 km/h             |
|                          |                      |

Die Bahnstrecke Argentan–Granville ist eine Eisenbahnstrecke in Frankreich. Sie ist Teil der Verbindung zwischen Paris-Montparnasse und der Hafenstadt Granville in der Normandie.

## Geschichte
Die Bahnstrecke entstand in den Jahren von 1866 bis 1870 in mehreren Bauabschnitten. Die einzelnen Abschnitte wurden wie folgt eröffnet:
- Am 2. Juli 1866 von Argentan bis Flers-Embranchement an der Bahnstrecke von Le Mans nach Mézidon
- Am 16. September 1867 von Flers bis Vire
- Am 3. Juli 1870 von Vire bis Granville

Der Bau der 133 km langen, von der Bahnstrecke Le Mans-Mézidon abzweigenden Strecke wurde der neuen Chemins de fer de l’Ouest mit dem Regierungserlass zu ihrem Zusammenschluss aus mehreren Vorläuferunternehmen per Dekret vom 7. April 1855 auferlegt. Das Gleiche galt für die Abzweigungen Saint-Martin-d’Écublei bis nach Conches einerseits und Serquigny-Oissel andererseits. Für den Bau wurden vom französischen Staat und den erschlossenen Gemeinden zwei Millionen Francs zur Verfügung gestellt. 1861 wurde dem Bauprojekt zugestimmt. Mit der Fertigstellung war es möglich, die bislang in Surdon endenden, von Paris kommenden Züge auf der Bahnstrecke Saint-Cyr–Surdon bis an die Atlantikküste zu führen. Der Hafen von Granville erhielt damit eine direkte Verbindung mit der französischen Hauptstadt. Zudem wurden ländliche Teile der Region Basse-Normandie damit an das Eisenbahnnetz angebunden.
Der wenige Tage nach der Streckeneröffnung ausbrechende Deutsch-Französische Krieg und der nachfolgende Vormarsch der deutschen Armeen bis zur Belagerung von Paris führten allerdings dazu, dass bereits ab 18. September 1870 die Züge ab Granville nur noch bis Dreux fahren konnten. Schrittweise musste der Verkehr bis Nonancourt und letztendlich am 12. Januar 1871 bis Argentan zurückgezogen werden. Nach Kriegsende nahm der Verkehr zu, und ab 1878 bot die Chemin de fer de l’Ouest sogenannte Vergnügungszüge nach Granville an.
Im Jahre 1895 verursachte ein aus Granville kommender Zug in Paris den spektakulären Eisenbahnunfall am Gare Montparnasse, bei dem die Lokomotive des Zuges das Empfangsgebäude des Bahnhofs durchbrach.

## Streckenabschnitte

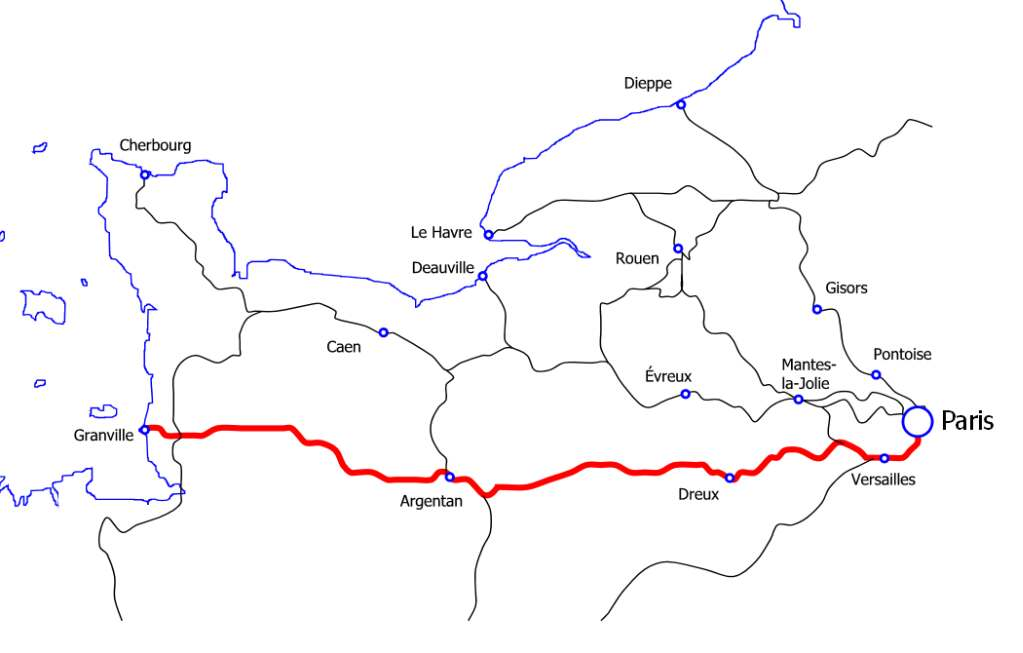
Paris-Granville

Der erste 43 km lange Abschnitt zwischen Argentan und Flers zweigt ungefähr drei km westlich von Argentan von der Bahnstrecke Le Mans–Mézidon ab. Die Erdarbeiten und die Errichtung von Streckenbauten begannen 1863 und erforderten Finanzmittel in Höhe von 6,5 Millionen Francs. Nach der Eröffnung am 2. Juli 1866 Strecke benötigten die ersten Züge für die Strecke eine Fahrtzeit von einer Stunde und 25 Minuten. 
Zwischen Flers und Vire entstand ab 1865 der zweite, 29 km lange Abschnitt. Am 16. September 1867 wurde die Strecke in Betrieb genommen, die ersten Züge zwischen Argentan und dem neuen Endpunkt in Vire benötigten zwei Stunden und 35 Minuten. Die Reisezeit bis nach Paris Montparnasse betrug damals acht Stunden und 10 Minuten, wobei 33 Zwischenhalte bedient wurden. Aufgrund der raschen Entwicklung des Verkehrs zwischen Argentan und Vire wurde in Briouze eine Verladerampe für Rinder eingerichtet, und ein Güterschuppen in Messei eingerichtet. In Écouché entstanden Anschlussgleise und Verladerampen für dortige Kalköfen.
Der letzte, 57 km lange Abschnitt entstand zwischen 1867 und 1870. 1867 wurde an den Abschnitten im Département Calvados gearbeitet, im Folgejahr im Département Manche. Am 3. Juli 1870 konnte die Strecke rechtzeitig zur sommerlichen Badesaison in Betrieb genommen werden. Die Reisezeit für die gesamte, 328 km lange Verbindung von Paris bis Granville betrug mit normalen Personenzügen 11 Stunden und 20 Minuten, wobei 40 Zwischenhalte bedient wurden. Schnellzüge bedienten lediglich 18 Zwischenhalte, was die Reisezeit auf sieben Stunden und 40 Minuten reduzierte.

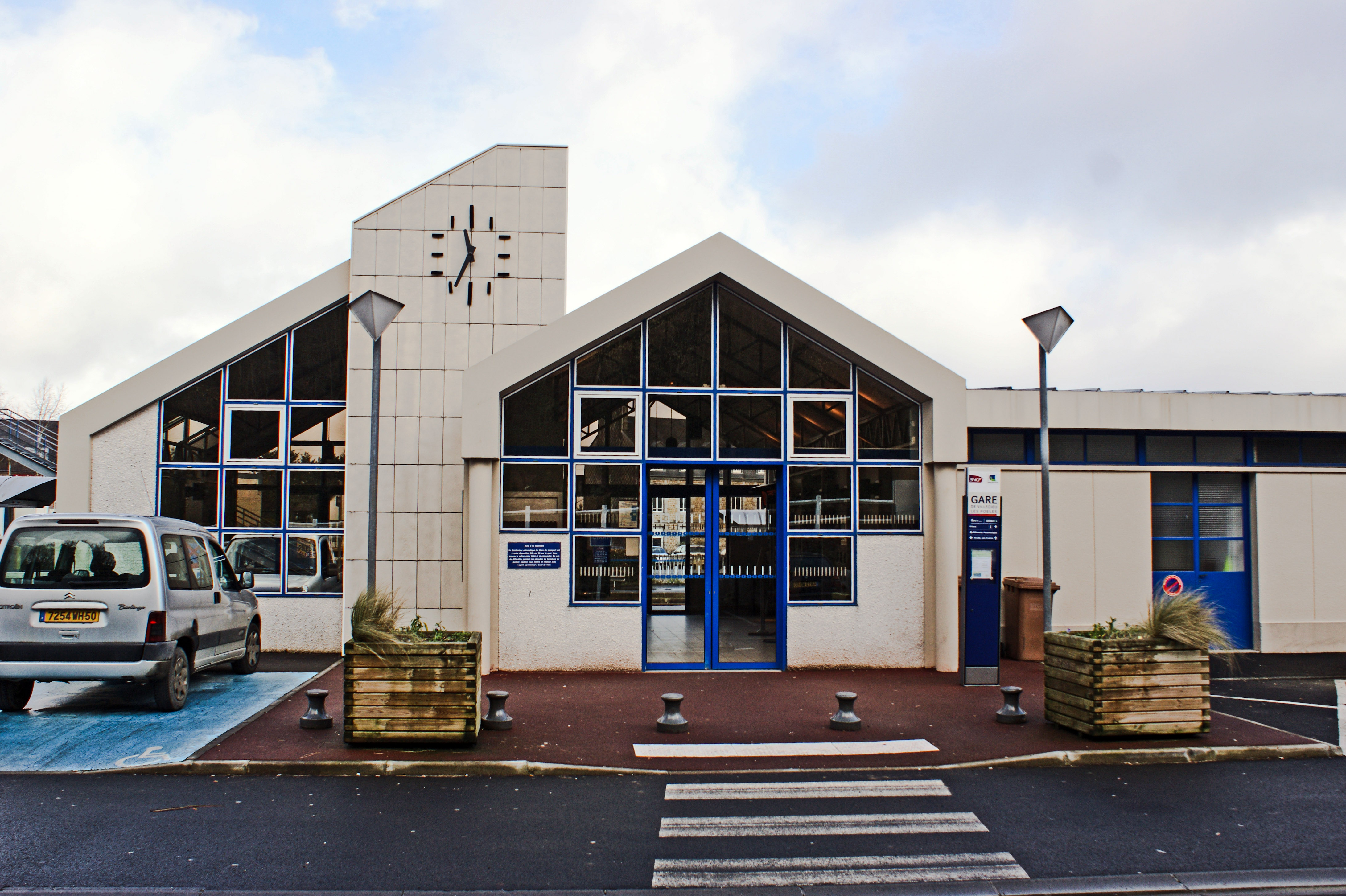
Bahnhof von Villedieu-les-Poêles

Zunächst verläuft die Strecke in der Ebene, bevor die Bergkämme des armorikanischen Massivs erreicht werden. Die Strecke führt durch Täler, die manchmal tief eingeschnitten sind (wie z. B. das Ornetal und das Viretal). Die Steigung erreicht maximal 10 bis 12 ‰. Zwischen Argentan und Flers quert die Strecke mehrfach die dortigen Flusstäler. Nach Flers führt sie durch die dortige Bocage-Landschaft und ist kurvenreich, da sie zahlreiche Hügel umgeht.

### Zulässige Geschwindigkeiten
Für V160-Züge, also Züge, die durch die SNCF für eine maximale Geschwindigkeit von 160 km/h zugelassen sind, wozu auch die auf der Strecke verkehrenden Intercités gehören, gelten auf der Strecke folgende Höchstgeschwindigkeiten. Für die Güterzüge sind die zulässigen Geschwindigkeiten deutlich niedriger.
| Von                          | Bis                          | vmax |
| Argentan (km 0)              | km 3,6                       | 140  |
| km 3,6                       | km 18,6                      | 150  |
| km 18,6                      | km 38,3                      | 160  |
| km 38,3                      | Montsecret - Vassy (km 56,8) | 150  |
| Montsecret - Vassy (km 56,8) | Folligny (km 116,3)          | 140  |
| Folligny (km 116,3)          | km 124,4                     | 160  |
| km 124,4                     | Granville (km 130,7)         | 140  |

### Ausrüstung
Zwischen 1994 und 1999 wurde die Strecke modernisiert, wobei allerdings abschnittsweise die bislang durchgehend zweigleisig ausgebaute Strecke auf ein Gleis zurückgebaut wurde. Zweigleisig ist sie lediglich noch zwischen Briouze und Flers sowie zwischen Folligny und Granville. Die zulässigen Höchstgeschwindigkeiten konnten abschnittsweise erhöht werden. Die Strecke ist zwischen Argentan und Granville mit Block automatique à permissivité restreinte (BAPR) ausgerüstet.

## Bahnhöfe
Im Personenverkehr werden zwischen Argentan und Granville noch folgende Bahnhöfe bedient:
| Bahnhof              | Département   | Koordinate                      | km  | Services                                                                             |
| Argentan             | Orne (61)     | 48° 44′ 18,5″ N, 0° 1′ 31,2″ W  | 0   | Intercités Normandie, TER Pays de la Loire, TER Haute-Normandie, TER Basse-Normandie |
| Écouché              | Orne (61)     | 48° 42′ 54,5″ N, 0° 7′ 15,3″ W  | 10  | TER Haute-Normandie, TER Basse-Normandie                                             |
| Briouze              | Orne (61)     | 48° 42′ 6,8″ N, 0° 22′ 5,4″ W   | 29  | Intercités Normandie, TER Haute-Normandie, TER Basse-Normandie                       |
| Flers                | Orne (61)     | 48° 44′ 40,9″ N, 0° 34′ 23,4″ W | 45  | Intercités Normandie, TER Haute-Normandie, TER Basse-Normandie                       |
| Vire                 | Calvados (14) | 48° 50′ 46,8″ N, 0° 52′ 58,4″ W | 74  | Intercités Normandie, TER Haute-Normandie, TER Basse-Normandie                       |
| Saint-Sever          | Calvados (14) | 48° 50′ 37″ N, 1° 3′ 6,5″ W     | 88  | TER Haute-Normandie, TER Basse-Normandie                                             |
| Villedieu-les-Poêles | Manche (50)   | 48° 50′ 2,7″ N, 1° 13′ 32,2″ W  | 101 | Intercités Normandie, TER Haute-Normandie, TER Basse-Normandie                       |
| Folligny             | Manche (50)   | 48° 49′ 47,8″ N, 1° 24′ 26,1″ W | 116 | Intercités Normandie, TER Bretagne, TER Haute-Normandie, TER Basse-Normandie         |
| Granville            | Manche (50)   | 48° 50′ 18,1″ N, 1° 35′ 14,9″ W | 130 | Intercités Normandie, TER Bretagne, TER Haute-Normandie, TER Basse-Normandie         |

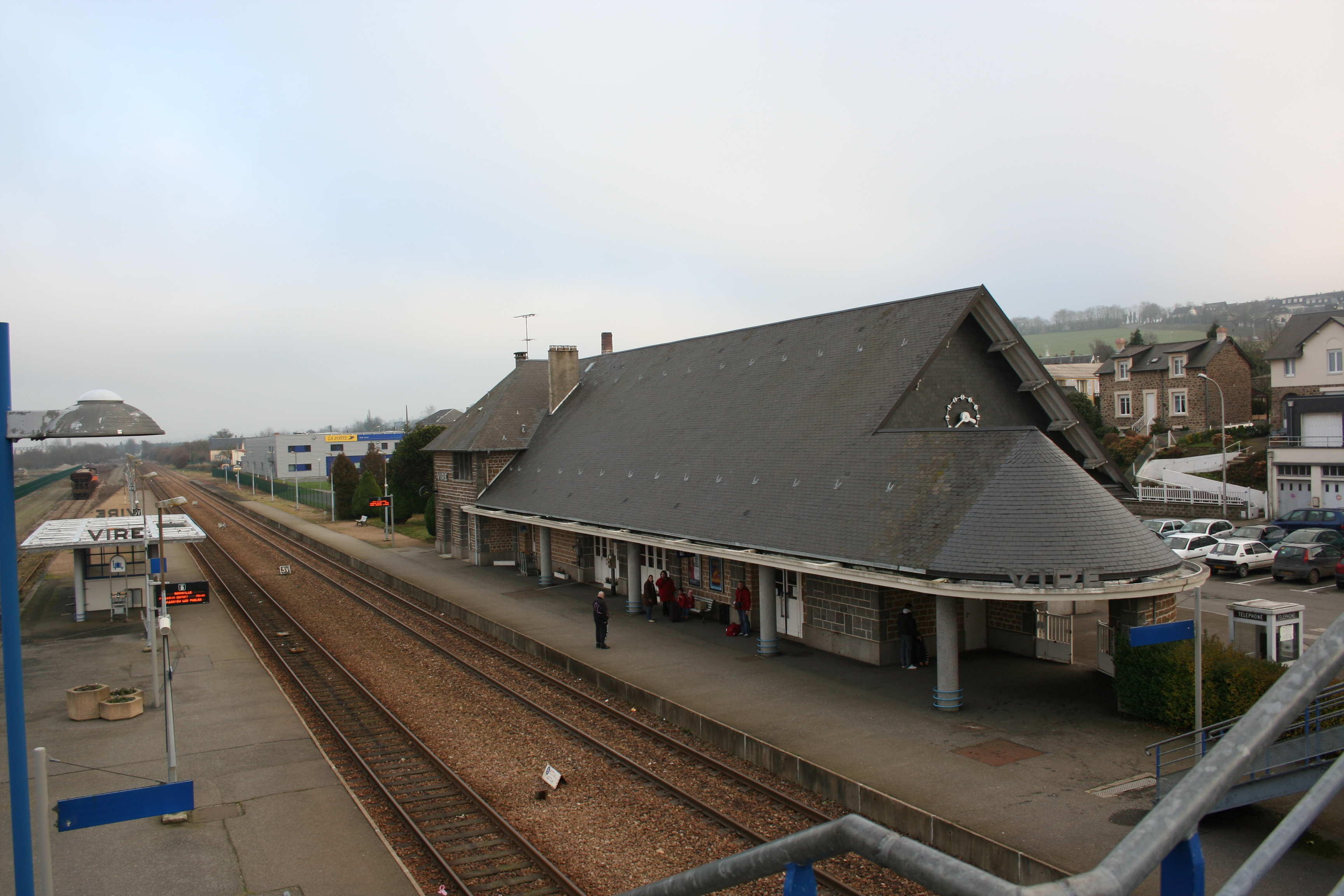
Bahnhof Vire

Die folgenden Bahnhöfe werden normalerweise nicht mehr bedient, sie können auf Anfrage für größere Gruppen o. ä. bedient werden.
- Fromentel
- Bellou-en-Houlme
- Messei
- Cerisi-Belle-Étoile
- Montsecret - Vassy
- Bernières-le-Patry
- Viessoix
- Mesnil-Clinchamps
- Saint-Aubin (Calvados)
- Saint-Planchers